# Aritz Arambarri Murua
Aritz Arambarri Murua (nascut el 31 de gener de 1998) és un futbolista professional basc que juga com a defensa central a la SD Eibar.

## Carrera professional
Nascut a Azkoitia, Guipúscoa, País Basc, Arambarri va representar la Reial Societat com a juvenil, i es va incorporar a les categories inferiors del club el 2011. Va debutar com a sènior amb l'equip C durant la temporada 2016-17, a Tercera Divisió.
Arambarri va ascendir definitivament a el filial de la Segona Divisió B a mitjans de la temporada 2018-19, i va marcar el seu primer gol com a sènior amb l'equip el 9 de desembre de 2018 en una victòria per 4-2 a casa contra el CD Vitòria. L'1 de juliol de 2020 va renovar el seu contracte fins al 2023.
Arambarri va debutar amb el primer equip –i a la Lliga– l'1 de novembre de 2020, entrant a la segona part com a substitut del seu company de formació juvenil Andoni Gorosabel en una victòria per 4-1 a casa contra el Celta de Vigo. Posteriorment va tornar a l'equip B, ajudant-lo a ascendir a Segona Divisió al final de la temporada.
El 22 de juny de 2023, Arambarri va signar un contracte de dos anys amb el CD Leganés de la segona divisió. Va ajudar el club a aconseguir l'ascens a la màxima categoria com a campions, però va ser principalment suplent dels titulars Sergio González i Jorge Sáenz.
El 29 d'agost de 2024, Arambarri va signar un contracte de tres anys amb la SD Eibar de la segona divisió.

## Palmarès
Leganés
- Segona Divisió: 2023–24